# Gongylotaxis rechingeri
Gongylotaxis rechingeri är en växtart som är ensam art i släktet Gongylotaxis och familjen flockblommiga växter.
Arten förekommer i centrala Afghanistan. Den beskrevs först som Scaligeria gongylotaxis av Karl Heinz Rechinger 1987, och fick sitt nu gällande namn av Michail Pimenov och Jevgenij Kljujkov 1996.